# Interstate 40
La Interstate 40 (I-40) è la terza più lunga Interstate Highway con percorso est-ovest, dopo la I-90 e la I-80. Ha origine, ad ovest, dalla Interstate 15 presso Barstow (CA), e termina, ad est sulla U.S. Route 117 a Wilmington (NC). Gran parte del segmento occidentale della I-40, da Oklahoma City a Barstow, affianca o sostituisce la storica U.S. Route 66. Delle dieci interstates primarie con asse nord-sud, la I-40 ne interseca otto (tutte tranne la I-5 e la I-45); incrocia anche le interstates I-24, I-30, I-44, I-77 e I-81.

## Storia
Per circa 1.600 km la I-40 segue approssimativamente il percorso della Beale Wagon Road dall'Arkansas alla California. La Beale Wagon Road è stata realizzata nel 1857-1859 da un team guidato dal tenente Edward Fitzgerald Beale con una squadra di cammelli usati come animali da soma.
Ad Albuquerque, nel Nuovo Messico, la I-40 era stata originariamente pensata per sostituire la Central Avenue attraverso il centro della città. Tuttavia, a causa dello sviluppo e dell'opposizione dell'opinione pubblica, si optò per un percorso a nord di questa. L'autostrada oggi interseca la Central Avenue ad entrambe le estremità della città.
Nel 1957 il California Department of Highways propose che la strada fosse rinominata Interstate 30, per evitare di generare confusioni con la già esistente U.S. Route 40 in California. Il problema fu successivamente risolto nel 1964 con la dismissione della US 40, nell'ambito di una completa rielaborazione della numerazione del sistema autostradale californiano.
Nel 1956 il governo dello Stato della California presentò la State Route 58 nel tratto compreso tra Barstow e Bakersfield come potenziale estensione della I-40, ma nel 1968 la richiesta fu respinta. Questa porzione di SR 58 era un tempo designata come US Route 466.
Tra il 1963 e il 1966 il governo degli Stati Uniti prese in considerazione l'ipotesi di adoperare testate atomiche per scavare il percorso della I-40 attraverso la California, nell'ambito dell'Operazione Plowshare. Il progetto fu abbandonato in gran parte a causa del costo dello sviluppo degli ordigni e per l'indisponibilità di una "bomba pulita".
In base al progetto iniziale, a Memphis la I-40 avrebbe dovuto attraversare l'Overton Park per dirigersi verso il centro della città. Diversi chilometri di interstate sono stati effettivamente costruiti all'interno dell'anello della I-240 ed esistono tuttora come strada urbana denominata Sam Cooper Boulevard. L'opposizione ambientalista, combinata ad una vittoria presso la Corte suprema degli Stati Uniti d'America degli oppositori del percorso attraverso Overton Park, forzò l'abbandono dei piani originali, e la strada non raggiunse mai il parco. Per oltre 20 anni il tronco senza uscita venne comunque designato come I-40, ma alla fine, per riconnettere le due estremità di interstate, l'arco settentrionale dell'anello della I-240 fu rinominato come I-40.
Originariamente, la I-40 attraversava il centro di Winston-Salem, e ha continuato a seguire questo percorso finché non fu costruito un nuovo bypass urbano. Dopo il completamento del bypass, nel 1992, esso fu designato come nuovo segmento della I-40. Il vecchio tracciato è stato invece rinominato come "Interstate 40 Business", andando a costituire una business route con caratteristiche autostradali per tutta la sua lunghezza, un caso raro tra le business routes. Alcune proposte vorrebbero che la ex I-40 all'interno della città dovrebbe nuovamente diventare una interstate, soprattutto perché il tratto in questione è oggetto di lavori di ammodernamento. In base alla nomenclatura ufficiale dell'Interstate Highway System tale arteria dovrebbe assumere il nome di I-840, nome che invece il North Carolina Department of Transportation ha intenzione di utilizzare per la costruenda tangenziale nord di Greensboro.
Il 26 maggio 2002 una chiatta si schiantò contro un pilone del ponte della I-40 sul fiume Arkansas, nei pressi di Webbers Falls, in Oklahoma, causando il crollo e l'inabissamento di una sezione di 177 m del ponte. Alcune automobili caddero in acqua, causando la morte di 14 persone.
L'intersezione "Big I" tra I-25 e I-40, ad Albuquerque, ricevette una menzione speciale da parte del Dipartimento dei trasporti degli Stati Uniti d'America e dell'Amministrazione Federazione delle Autostrade per l'eccellenza del disegno di un'autostrada urbana.
Quando, alla fine degli anni 1980, fu completata l'ultima porzione della I-40, tra Raleigh e Wilmington, Charles Kuralt affermò: «Grazie all'interstate highway system è ora possibile viaggiare da costa a costa senza vedere niente».